# Mene maculata

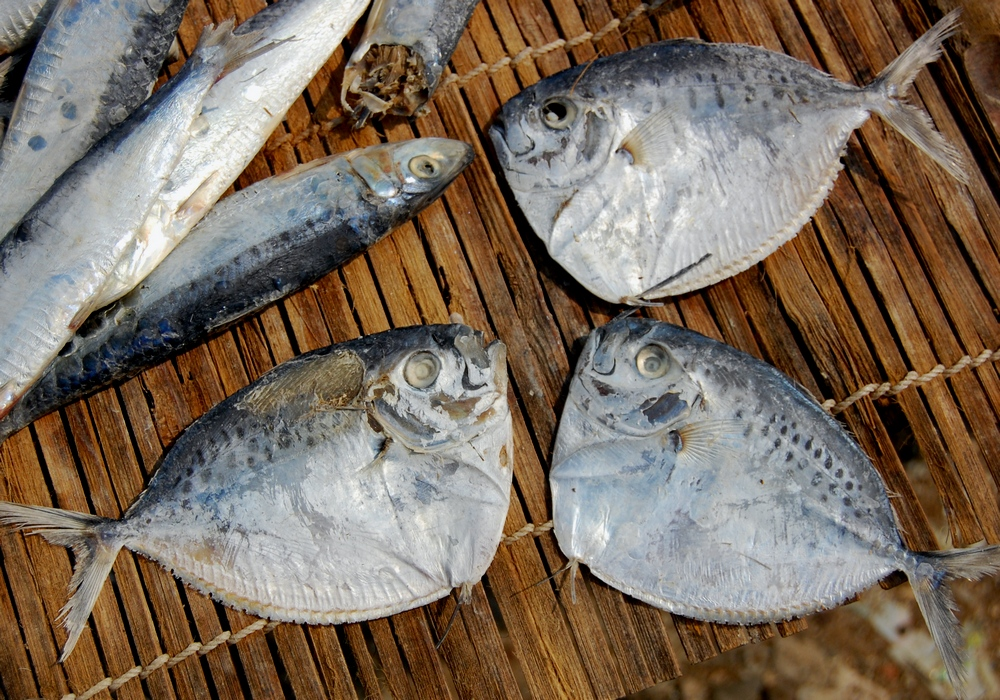
Exemplars assecant-se al sol a Muara Angke (Jakarta).

Mene maculata és una espècie de peix pertanyent a la família dels mènids i l'única encara existent d'aquesta família.

## Descripció
- Pot arribar a fer 30 cm de llargària màxima (normalment, en fa 20).
- És de color blau fosc al dors i blanc platejat a la part inferior.
- 3-4 espines i 40-45 radis tous a l'aleta dorsal i cap espina i 30-33 radis tous a l'anal.
- Les espines dorsals desapareixen amb l'edat.
- Té entre 2 i 3 fileres de taques fosques per sobre i per sota de la línia lateral.[3][4][5]

## Alimentació
Menja invertebrats bentònics.

## Depredadors
És depredat per la mèlvera (Auxis rochei), Auxis thazard i Carcharhinus sorrah (a Austràlia).

## Hàbitat
És un peix d'aigua marina i salabrosa, associat als esculls i de clima tropical (32°N-28°S) que viu entre 50 i 200 m de fondària a les aigües costaneres a prop de la plataforma continental i al voltant d'illes. De vegades, entra també als estuaris dels rius.

## Distribució geogràfica
Es troba des de l'Àfrica oriental fins al sud del Japó i el nord-est d'Austràlia, incloent-hi el mar de la Xina Meridional i el mar d'Arafura.

## Ús comercial
S'asseca fàcilment en contacte amb l'aire sense salar i es comercialitza fresc i assecat.

## Observacions
És inofensiu per als humans.